# ワールド・オン・ファイア (イングヴェイ・マルムスティーンのアルバム)
『ワールド・オン・ファイア』（World On Fire）は、2016年に発表されたイングヴェイ・マルムスティーンの20作目のスタジオ・アルバム。

## 概要
前作「スペルバウンド」に引き続き、専任のヴォーカリストを迎えず、イングヴェイがリード・ヴォーカルを担当した作品となっている。全11曲中、8曲がインスト曲で残り3曲（World On Fire、Lost In The Machine、Soldier）をイングヴェイが歌っている。日本の初回生産分のみ、ジャケット・ステッカーが封入された。
日本盤ジャケットの帯解説は「圧倒的な速さと情熱の演奏で人々を魅了させる孤高の英雄！！頂点に君臨し続ける王者の魂と貫禄が全編に宿った渾身作！！メタル・シーンきってのギター・ヒーローの砦を維持し続ける王者、イングヴェイ・マルムスティーンの約4年ぶりとなるニューアルバム！！長きに渡り貫く様式美の世界観とアグレッシヴに攻める超絶ギター・プレイを大々的にフィーチュアし、徹頭徹尾、"イングヴェイ・ワールド"に拘り、一切の隙を与えず走り続ける王者のパワーが漲る快作の登場だ！！」である。

## 収録曲
| 全作曲・編曲: イングヴェイ・マルムスティーン。 |                                                                  |                                |                                |      |
| #                                              | タイトル                                                         | 作詞                           | 作曲・編曲                     | 時間 |
| 1.                                             | 「ワールド・オン・ファイア」(World On Fire)                      | イングヴェイ・マルムスティーン | イングヴェイ・マルムスティーン | 4:32 |
| 2.                                             | 「ソーサリー」(Sorcery)                                          | (Instrumental)                 | (Instrumental)                 | 2:18 |
| 3.                                             | 「アバンダン」(Abandon)                                          | (Instrumental)                 | (Instrumental)                 | 2:19 |
| 4.                                             | 「トップ・ダウン、フット・ダウン」(Top Down, Foot Down)          | (Instrumental)                 | (Instrumental)                 | 4:18 |
| 5.                                             | 「ロスト・イン・ザ・マシーン」(Lost In The Machine)              | イングヴェイ・マルムスティーン | イングヴェイ・マルムスティーン | 5:16 |
| 6.                                             | 「ラーゴ EBM」(Largo-Ebm)                                        | (Instrumental)                 | (Instrumental)                 | 5:13 |
| 7.                                             | 「ノー・レスト・フォー・ザ・ウィキッド」(No Rest For The Wicked) | (Instrumental)                 | (Instrumental)                 | 3:11 |
| 8.                                             | 「ソルジャー」(Soldier)                                          | イングヴェイ・マルムスティーン | イングヴェイ・マルムスティーン | 5:32 |
| 9.                                             | 「ダフ 1220」(Duf 1220)                                          | (Instrumental)                 | (Instrumental)                 | 3:17 |
| 10.                                            | 「アバンダン （スライト・リターン）」(Abandon (Slight Return))   | (Instrumental)                 | (Instrumental)                 | 2:31 |
| 11.                                            | 「ナハト・ムジーク」(Nacht Musik)                                | (Instrumental)                 | (Instrumental)                 | 5:56 |
| 合計時間:                                      | 合計時間:                                                        | 合計時間:                      | 44:23                          |      |

## 参加者
- イングヴェイ・マルムスティーン	 - ギター、ベース、ヴォーカル、キーボード、シタール、チェロ
- ニック・マリノヴィック  -　アディショナル・キーボード
- マーク・エリス -　ドラム
- キース・ローズ - ミックス・エンジニア